# Jaroslav Bouček
Jaroslav Bouček (Černošice, 13 de novembre de 1912 - Praga, 10 d'octubre de 1987) fou un futbolista txec de la dècada de 1930.
Fou 31 cops internacional amb la selecció de Txecoslovàquia, amb la qual participà en els Mundials de 1934 i 1938. Pel que fa a clubs, defensà els colors de l'AC Sparta Praga, Stade Rennais FC i FC Viktoria Plzeň.